# Ombrello bulgaro

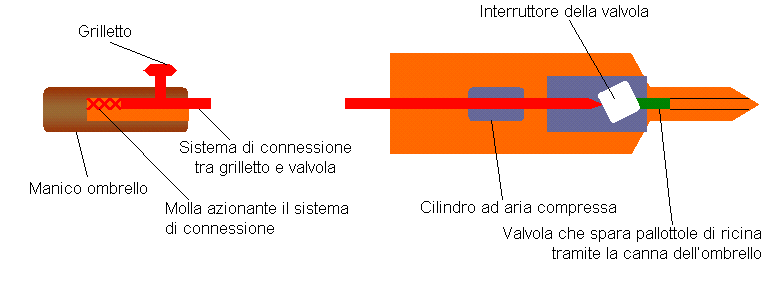
L'ipotetico meccanismo di sparo dell'ombrello bulgaro.

Un ombrello bulgaro (in bulgaro: Български чадър - Bălgarski čadăr) è un ombrello con un meccanismo pneumatico nascosto, capace di sparare piccoli proiettili contenenti ricina, potente veleno naturale in grado di uccidere un essere umano.

## L'omicidio Markov
Tale ombrello sarebbe stato lo strumento usato per assassinare a Londra, in Inghilterra, lo scrittore dissidente bulgaro Georgi Markov il 7 settembre 1978, giorno del compleanno del dittatore comunista bulgaro Todor Živkov a cui Georgi Markov era sempre stato avverso. Il medesimo ordigno sarebbe stato usato anche nel fallito attentato dello stesso anno al giornalista dissidente bulgaro Vladimir Kostov a Parigi. Si ritiene che entrambe le azioni siano state pianificate dal KDS, i servizi segreti bulgari attivi al tempo della guerra fredda, con l'aiuto dei servizi segreti sovietici, il KGB.
L'ombrello non è stato mai trovato, tuttavia, dato che nessuna arma del delitto è mai stata ritrovata, tutto rimane nel campo delle ipotesi. I casi hanno ispirato la creazione del film francese "Le coup de parapluie" (titolo italiano "L'ombrello bulgaro") diretto da Gérard Oury, con Pierre Richard.

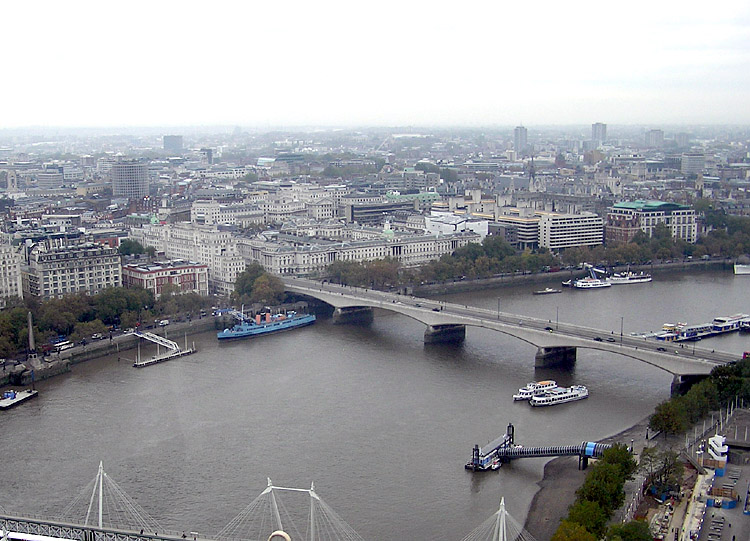
Il ponte di Waterloo a Londra, luogo dell'assassinio.

Il 13 settembre 2000 il presidente della Bulgaria Petăr Stojanov conferì l'onorificenza dell'Ordine della Stara Planina a Markov, per il suo significativo contributo alla letteratura e per la sua opposizione al regime.
L'11 settembre 2013 in Bulgaria il caso dell'ombrello bulgaro è stato chiuso senza condanne, per decorrenza dei termini massimi (35 anni).

## Dinamica dell'assassinio
Il 7 settembre 1978 Markov attendeva l'autobus vicino al Ponte di Waterloo, per andare alla sede Servizi Esteri della BBC. Un uomo alle sue spalle urtò il suo ombrello contro di lui, e chiedendo scusa per l'avvenuto si allontanò, attraversando la strada e prendendo un taxi nella corsia opposta. Arrivato in ufficio Markov iniziò ad accusare vampate di calore, giramenti di testa e febbre. Alla sera la febbre divenne alta, e la moglie lo portò in ospedale. Markov parlò dell'episodio dell'ombrello, raccontando di avere avvertito un bruciore quando questo lo aveva urtato. I medici sospettarono subito l'avvelenamento, date le ripetute minacce di morte inviate allo scrittore dalla DS, il servizio segreto bulgaro. Markov morì di attacco cardiaco 4 giorni dopo, l'11 settembre 1978.
L'autopsia portò alla luce una microcapsula del diametro di 1,7 millimetri, composta al 90% di platino e al 10% di iridio. La capsula aveva due fori rivestiti di una pellicola che si sarebbe sciolta a 37 gradi, temperatura del corpo umano. Nei fori furono trovate tracce di ricina, un veleno in grado di causare la morte cellulare e per il quale non si conosceva un antidoto efficace.